# Dutch Uncles
Dutch Uncles is een Britse indierock-band, opgericht in 2008. De muziek wordt gekenmerkt door atypische maatsoorten binnen een popmuziekcontext en is beïnvloed door onder meer King Crimson, Steve Reich, XTC en Talking Heads.

## Biografie
Dutch Uncles werd in april 2008 opgericht en bracht begin 2009 het gelijknamige in Hamburg opgenomen debuutalbum uit in Duitsland.
In 2010 kwamen de singles "The Ink" en "Fragrant" wel in het Verenigd Koninkrijk uit en het jaar daarop werd het tweede album Cadenza uitgebracht. De band toerde dat jaar in eigen land en het vasteland van Europa, zowel als hoofdact als in het voorprogramma van Wild Beasts.
Het derde studioalbum, Out of Touch, In the Wild, kwam uit op 14 januari 2013. In de zomer van 2013 trad Dutch Uncles op in het voorprogramma van de Amerikaanse rockband Paramore. In 2015 kwam de vierde plaat, O Shudder, uit en speelde Dutch Uncle - naast eigen concerten - in het voorprogramma van Garbage.

## Discografie

### Albums
- 2009 – Dutch Uncles
- 2011 – Cadenza
- 2013 – Out of Touch, in the Wild
- 2015 – O Shudder
- 2017 - Big Balloon
- 2023 - True Entertainment

### Ep's
- 2011 – Cadenza B-Sides
- 2013 – Godboy
- 2013 - Bellio

### Singles
- 2008 - "Face In"
- 2009 - "Steadycam"
- 2010 - "OCDUC"
- 2010 - "The Ink"
- 2010 - "Fragrant"
- 2011 - "Cadenza"
- 2011 - "X-O"
- 2012 - "Fester"
- 2013 - "Flexxin"
- 2013 - "Slave To The Atypical Rhythm"
- 2013 - "Bellio"
- 2013 - "Nometo"
- 2014 - "In n Out"
- 2015 - "Decided Knowledge"
- 2015 - "Upsilon"
- 2017 - "Big Balloon"
- 2017 - "Oh Yeah"
- 2017 - "Streetlight"
- 2022 - "True Entertainment"
- 2022 - "Poppin'"
- 2023 - "Tropigala (2 to 5)"
- 2023 - "Damascenes"
- 2023 - "At The Wheel"